# Maayke Schuitema
Maayke Schuitema ('s-Gravenhage, 2 mei 1974) is een Nederlandse schilder, tekenaar en graficus.

## Opleiding
Schuitema werd deels opgeleid aan het Koninklijk Conservatorium voor Muziek en Dans en de Koninklijke Academie van Beeldende Kunsten in Den Haag. Voor ze zich in 2003 volledig richtte op het autonome kunstenaarschap is ze jarenlang werkzaam geweest als grafisch ontwerper.

## Over het werk
Maayke Schuitema schildert en tekent en is vooral bekend door haar linoleumsnedes op groot formaat. Schuitema combineert grafiek en schilderkunst in haar werk. Zij begint met de afdruk van een linosnede en werkt daarin verder. Met haar techniek heeft zij een hybride kunstvorm ontwikkeld waarin ze linoleumdruk, schilderkunst en tekenen met elkaar vermengt. Zij gebruikt daarbij ook typografie en bewerkt ook de achtergrond intensief, zodat een gelaagd eindresultaat ontstaat. Zo gebruikt ze als ondergrond ook wel een collage van drukwerken.
In 2012 exposeerde zij met de titel Over haar.
In haar werk staat de vrouw centraal. Haar onderwerpen zijn veelal vrouwen die zich bewust en onafhankelijke opstellen, maar zij verwerkt ook dieren zoals paarden, honden en vissen in haar werk. De vrouwen zijn afgebeeld in hun rol als echtgenote, moeder of dochter, maar ook als feeks, koningin of tovenares. Deze rollen komen terug in de titels van haar werk, die soms verwijzen naar mythologische figuren. Vanaf 2014 verwerkt ze ook dans als thema in haar werk, ze heeft immers ook een dansopleiding gevolgd.
Ze won tot tweemaal toe het programma Sterren op het Doek waar ze in 2011 Anita Witzier portretteerde en in 2015 Hans Klok.
In 2014 maakte ze 'The Tenth Muse', de grootste linoleumdruk ter wereld door één kunstenaar gemaakt. Het werk heeft een afmeting van 300 cm hoog bij 1000 cm breed. Het werd als solo-expositie tentoongesteld in Pulchri.

## Andere activiteiten
Naast haar werk als kunstenaar is Schuitema curator van tentoonstellingen.

## Privé
Schuitema is de kleindochter van fotograaf, filmer en grafisch kunstenaar Paul Schuitema, nicht van constructivist Bob Bonies. Zij is getrouwd en heeft twee zonen. Ze werkt in haar ateliers in Rijswijk en in Sanceyroux, in de buurt van Marcillac-la-Croisille, Frankrijk.